# Couso de Limia
Couso de Limia (llamada oficialmente Santa María de Couso de Limia) es una parroquia y un lugar del municipio español de Sandianes, en la provincia de Orense, Galicia.

## Historia
Hacia mediados del siglo XIX, la parroquia, ya por entonces perteneciente a Sandianes, tenía contabilizada una población de seiscientos habitantes. Aparece descrita en el séptimo volumen del Diccionario geográfico-estadístico-histórico de España y sus posesiones de Ultramar de Pascual Madoz con las siguientes palabras:

COUSO DE LIMIA (Sta. Maria): felig. en la prov. y dióc. de Orense (4 leg.), part. jud. de Ginzo de Limia (1), ayunt. de Sandianes (1/8): sit. al O. de la cap. del part. jud.; combatido por los aires del N. y S.; el clima es húmedo pero bastante saludable. Tiene 130 casas repartidas en el l. de su nombre y en los de Corredelo y Villariño. La igl. parr. dedicada á la Asuncion de Ntra. Sra., está servida por un cura de segundo ascenso y de provision ordinaria en concurso. Tambien hay 4 ermitas con el título de San Mateo, Sto. Tomás, la Espectacion y Ntra. Sra. de la Luz. Confina el term. N. felig. de Sandianes (1/8 de leg.); E. Ginzo (1); S. Villar de Santos (1/4), y O. Parada de Outeiro (1/4). El terreno es feraz y con bastante arbolado. Al O. de Couso principia el monte llamado de Corredelo, en cuyo radio se encuentra el l. del mismo nombre. Los caminos dirigen á Bande y á Portugal, y se hallan en buen estado. El correo se recibe en Ginzo y Sandianes por peaton. prod.: trigo, centeno, maiz, castañas, lino y patatas, todo de buena calidad; se cria ganado vacuno, caballar, lanar y de cerda; hay caza de liebres, conejos, perdices y otras aves, y sanguijuelas en las aguas enlagunadas. ind. y comercio: ademas de la agricultura se cuentan telares de lienzos ordinarios de buena calidad; se estraen ganados, lienzos y trigo, y se introducen paños y comestibles de que carece el pais. pobl.: 130 vec.; 600 alm. contr. con su ayunt. (V.)
(Madoz, 1847, p. 158)

## Organización territorial
La parroquia está formada por tres entidades de población:
- Cerredelo
- Couso de Limia (O Couso)
- Vilariño das Poldras

## Demografía

### Parroquia
| Gráfica de evolución demográfica de Couso de Limia (parroquia) entre 2000 y 2023 |
|                                                                                  |
| Datos según el nomenclátor publicado por el INE.                                 |

### Lugar
| Gráfica de evolución demográfica de Couso de Limia (lugar) entre 2000 y 2023 |
|                                                                              |
| Datos según el nomenclátor publicado por el INE.                             |